# İrem
İrem és una paraula d'origin àrab que significa "jardi de l'eden" i s'utilitza com a nom de dona en turc. Persones amb el nom İrem inclouen:
- İrem Karamete - esgrimista turca
- İrem Korkmaz - judoka turca
- İrem Naz Topuz - jugadora de bàsquet turca
- İrem Yaman - taekwondista turca